# Имас, Геннадий Иосифович
Геннадий Иосифович Имас (род. 29 апреля 1938, Калуга) — советский и российский шашист, тренер. Заслуженный тренер России (2003). Основатель и бессменный директор школы «Шашки русские».

## Биография
Родился в 1938 году в Калужской области. Во время войны и первые послевоенные годы жил в посёлке Дугна Ферзиковского (тогда Дугненского) района. В 1955 году окончил калужскую школу № 14. Выпускник местного филиала МГТУ им. Н. Э. Баумана. Свыше 30 лет работал в машиностроительной отрасли на должности инженера и руководителя производственных, технологических и экспериментальных служб.
С детства увлекался шахматами и шашками, добился разряда кандидата в мастера спорта по шашкам. Тренером начинал работать в 31-й школе Калуги. В 1997 году основал СДЮСШ олимпийского резерва «Шашки русские». Воспитанниками Имаса являются многие победители и призёры чемпионатов мира, Европы и России по шашкам — Андрей Иванов, Юлия Мосалова, Софья Морозова и другие.
В 2003 году Геннадий Иосифович был отмечен званием заслуженного тренера РФ. Награду ему вручал председатель Госкомспорта Вячеслав Фетисов.
Возглавляет федерацию шашек Калужской области. Продолжает выступать в турнирах ветеранов.